# Lista de supercentenários húngaros
Esta é uma lista de supercentenários húngaros (pessoas da Hungria que atingiram a idade de 110 anos ou mais). De acordo com o GRG, a pessoa mais velha nascida na Hungria foi Elizabeth Stefan, que morreu em 2008 aos 112 anos e 332 dias.

## Lista de supercentenários húngaros vivos
| Classificação | Nome                  | Sexo | Data de Nascimento     | Age                 |
| ------------- | --------------------- | ---- | ---------------------- | ------------------- |
|               | Margit Dezsone Kovacs | F    | 25 de setembro de 1906 | 118 anos e 171 dias |
|               | Janosne Belik         | F    | 17 de setembro de 1907 | 117 anos e 179 dias |
|               | Elza Brandeisz        | F    | 18 de setembro de 1907 | 117 anos e 178 dias |

## Lista de supercentenários húngaros
| Classificação | Nome                  | Sexo | Data de Nascimento     | Data de Morte          | Idade                 |
| ------------- | --------------------- | ---- | ---------------------- | ---------------------- | --------------------- |
|               | Boldizsarne Sztrecho  | F    | 2 de agosto de 1866?   | 7 de julho de 1978     | 111 anos e 339 dias?  |
|               | Margit Dezsone Kovacs | F    | 25 de setembro de 1906 | Pessoa viva            | 118 anos e 171 dias   |
|               | Janosne Kudasz        | F    | 27 de abril de 1902    | c.21 de março de 2013  | 110 anos e c.328 dias |
|               | Rezso Gallai          | M    | 29 de janeiro de 1904  | 25 de setembro de 2014 | 110 anos e 239 dias   |
|               | Sandorne Csiki        | F    | 18 de janeiro de 1894  | 20 de julho de 2004    | 110 anos e 184 dias   |
|               | Janosne Varga         | F    | 10 de março de 1895    | 11 de agosto de 2005   | 110 anos e 154 dias   |
|               | Jozsefne Szucs        | F    | 23 de outubro de 1890  | 17 de dezembro de 2000 | 110 anos e 55 dias    |
|               | Janosne Belik         | F    | 17 de setembro de 1907 | Pessoa viva            | 117 anos e 179 dias   |
|               | Elza Brandeisz        | F    | 18 de setembro de 1907 | Pessoa viva            | 117 anos e 178 dias   |

### Limbo Casos
| Classificação | Nome          | Sexo | Data de Nascimento  | Data de Morte | Idade              |
| ------------- | ------------- | ---- | ------------------- | ------------- | ------------------ |
|               | Maria Hoffner | F    | 20 de junho de 1905 | 2015?         | 110 anos e 0+ dias |

## Supercentenários emigrantes húngaros
| Classificação | Nome             | Sexo | Data de Nascimento    | Data de Morte          | Idade               | País de Morte  |
| ------------- | ---------------- | ---- | --------------------- | ---------------------- | ------------------- | -------------- |
| 1             | Elizabeth Stefan | F    | 13 de maio de 1895    | 9 de abril de 2008     | 112 anos e 332 dias | Estados Unidos |
|               | Helen Obermayer  | F    | 20 de janeiro de 1879 | 20 de novembro de 1991 | 112 anos e 304 dias | Estados Unidos |
|               | Barbara Poth     | F    | 10 de maio de 1882    | 4 de janeiro de 1994   | 111 anos e 239 dias | Estados Unidos |
|               | Zoltan Sarosy    | M    | 23 de agosto de 1906  | 19 de junho de 2017    | 110 anos e 300 dias | Canadá         |